# Konrad von Gelnhausen
Konrad von Gelnhausen (* um 1320/25 in Gelnhausen; † 13. April 1390 in Heidelberg) war ein deutscher katholischer Priester, Theologe und Universitätsprofessor.

## Leben und Wirken
Der Sohn eines Notars studierte seit Herbst 1339 an der Sorbonne in Paris, erhielt dort im Frühjahr 1344 den Grad eines Bakkalaureus der Freien Künste und noch vor 1347 das Lizentiat. 
Papst Klemens VI. verlieh Gelnhausen 1347 auf Vorschlag des Mainzer Erzbischofs Gerlach von Nassau ein Kanonikat am Wormser Dom und auf Bitten des Landgrafen Heinrich II. von Hessen eine Pfründe im Stift St. Maria ad Gradus in Mainz. Innozenz VI. übertrug ihm 1357 auf Empfehlung Kaiser Karl IV. die Pfarrei Bonndorf (Überlingen). Offensichtlich stand Konrad von Gelnhausen schon damals in einem engen Verhältnis zu den Pfälzer Wittelsbachern, denn der Apostolische Nuntius, Philippe de Cabassole (1305–1372), Bischof von Cavaillon, bezeichnete ihn 1360 als einen „clericus et servitor“ des Kurfürsten Ruprecht I. von der Pfalz. Papst Urban V. ernannte Gelnhausen 1363 zum Stiftsherrn an St. Johann in Lüttich, Grabeskirche des als Heiliger verehrten Bischofs Notger.
An der Universität Bologna wurde er um 1375 zum Doktor der Rechte promoviert. Dann kehrte er nach Paris zurück und wurde dort im Herbst 1378 Magister der Freien Künste. Im gleichen Jahr erscheint er auch als Wormser Dompropst. 
Als Doctor theologiae verließ Konrad von Gelnhausen 1381 die französische Hauptstadt, nachdem sich deren Universität im Abendländischen Schisma auf die Seite des Avignoner Gegenpapstes Clemens VII. stellte. Kurfürst Ruprecht I. zog ihn an seine 1386 zur Unterstützung der römischen Obödienz gegründete Universität Heidelberg, wo er Ende 1387 eine Professur erhielt und ihr erster Kanzler wurde. Dieses Amt behielt er bis zu seinem Tode bei. Konrad von Gelnhausen wirkte maßgeblich am Aufbau der neuen kurpfälzischen Hochschule mit; seine ihr vermachten Buchbestände bildeten den Grundstock der entstehenden Universitätsbibliothek Heidelberg. Überdies stiftete er testamentarisch 1000 Gulden zur Errichtung einer Burse für arme Studenten (sogenannte Alte Burse, Kettengasse, Heidelberg).

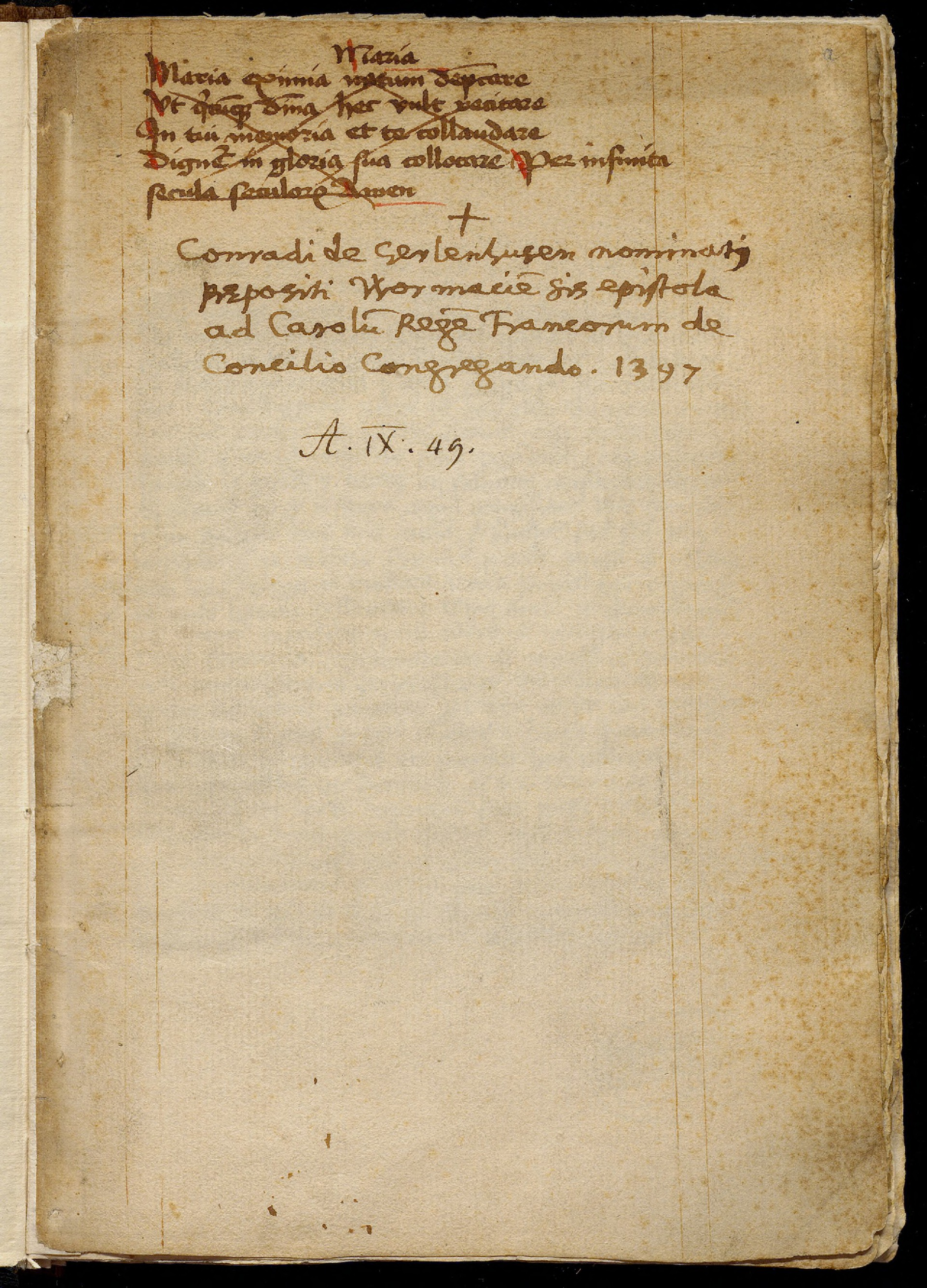
Exemplar der Epistola concordiae von 1397 (Universitätsbibliothek Basel)

Im Abendländischen Schisma entwickelte Konrad von Gelnhausen – hauptsächlich in seinen Schriften – Ideen zur Beilegung des Streites durch ein Konzil, das schließlich 1409 in Pisa stattfand (Konzil von Pisa), aber keine Lösung, sondern nur eine weitere Verkomplizierung der Angelegenheit in Form von nunmehr drei gleichzeitigen Päpsten hervorbrachte. Allerdings wurden die Vorschläge später nochmals aufgegriffen und führten 1417, durch das Konzil von Konstanz, tatsächlich zur Beendigung des Schismas.

## Werke
- Epistola brevis (1379)
- Epistola concordiae (1380)